# Тейлор, Макдональд (младший)
Макдональд Тейлор-младший (англ. MacDonald Taylor, Jr.; род. 22 марта 1992) — футболист Американских Виргинских островов. Игрок национальной сборной. Его отец Макдональд Тейлор-старший получил известность после того, как стал самым возрастным игроком, выходившим когда-либо на поле в отборочных матчах на чемпионат мира.

## Карьера
Тейлор играл за клуб «Скиллс», представляющий чемпионат Американских Виргинских островов и американскую команду университета Сетон Хилл.
Дебютировал за сборную Американских Виргинских островов в 2006 году. Играл в отборочных матчах чемпионата мира.